# Clàusula de nuesa
Una clàusula de nuesa és un paràgraf o una secció del contracte legal d'un intèrpret que estipula quines parts, si s'escau, del cos de l'intèrpret es veuran exposades durant una producció teatral, de televisió, cinematogràfica o d'un altre tipus. La clàusula pot estipular que un artista intèrpret o executant no serà obligat a nuar-se, o pot especificar que un intèrpret no pugui nuar-se. Tanmateix, un personatge que juguen pot semblar nu per l'ús d'un "doble corporal" en lloc de l'intèrpret durant una escena nua o l'ús d'una peça de roba de cos de pell .De vegades un intèrpret es nega a acceptar un paper que implica la nuesa.
La majoria dels contractes dels actors estipulen quines parts del cos es poden mostrar en el producte final. Això pot ser, per exemple, l'esquena per sobre de la cintura, incloent-hi les mans, el coll, el perfil, etc. També poden especificar quines parts no es poden mostrar, com ara les natges, els pits, el pèl púbic, etc. Hi ha directrius sindicals estrictes sobre la nuesa al plató, que exigeixen que s'informi els actors de qualsevol escena amb nuesa amb molta antelació i les exempcions de nuesa exigeixen que els directors detallin exactament què es mostrarà i com.
De vegades, l'exposició de cada part del cos rep un valor comercial i està oberta a la negociació. El 2001, Halle Berry va aparèixer a la pel·lícula Swordfish , que presentava la seva primera escena nua. Al principi, es va negar a ser filmada en topless en una escena prenent el sol, però va canviar d'opinió quan Warner Bros va augmentar substancialment la seva tarifa. Segons sembla, un instant mostrant els seus pits va afegir 500.000 dòlars a la seva tarifa. Berry, però, ho va negar que fos així, explicant que després de rebutjar nombrosos papers que requerien nus, va decidir fer Swordfish perquè el seu marit, Eric Benét, la va recolzar i la va animar a assumir riscos.